# Донега (Ђенова)
Донега је насеље у Италији у округу Ђенова, региону Лигурија.
Према процени из 2011. у насељу је живело 125 становника. Насеље се налази на надморској висини од 164 м.